# Parochodaeus campsognathus
Parochodaeus campsognathus – gatunek chrząszcza z rodziny wygonakowatych i podrodziny Ochodaeinae.
Gatunek ten opisany został w 1904 roku przez Gilberta Johna Arrowa jako Ochodaeus campsognathus.
Chrząszcz o ciele długości od 4,6 do 9,1 mm i szerokości od 2,5 do 4,9 mm. Powierzchnia jego głowy jest chropowata, rzadko punktowana, na czole wyposażona w V-kształtną listewkę o ostrym przedzie. Nadustek jest prawie trapezowaty, o przedniej krawędzi pogrubionej i nieco wyniesionej. Długość nadustka wynosi do ćwierci jego szerokości u samca, a do ⅓ szerokości u samicy. Narządy gębowe cechuje głęboko wykrojona warga górna i wyposażone w kąty brzegi zewnętrzne żuwaczek. Przez całą długość dużej, prostokątnej bródki biegnie bruzda środkowa. Powierzchnia wypukłego przedplecza jest gęsto pokryta średnich guzkami, a między guzkami delikatnymi punktami. Boczne brzegi przedplecza są równomiernie zaokrąglone. Pokrywy mają guzki na międzyrzędach wyposażone w umiarkowanej długości  sterczące szczecinki. Przednia para odnóży ma golenie zaopatrzone w lekko zakrzywioną ostrogę wierzchołkową i pozbawione zęba wewnętrznego. Odnóże tylnej pary ma prosto zbudowany krętarz, bezzębną tylną krawędź uda, wąską i prostą goleń oraz niepowiększony silnie pierwszy człon stopy. Odwłok ma wyrostek strydulacyjny.
Owad neotropikalny, znany z argentyńskich prowincji Buenos Aires, Chaco, Córdoba, Corrientes, Entre Ríos, Formosa, La Pampa, Mendoza, Salta, San Luis Santa Fe, Santiago del Estero oraz Tucumán, boliwijskiego departamentu Santa Cruz, paragwajskiego departamentu Boquerón oraz brazylijskich stanów Mato Grosso i Rio Grande do Sul. Odławiany od października do kwietnia.